# Julija Leancjuk
Julija Leancjuk, accreditata come Yuliya Leantsiuk dalla IAAF (in bielorusso Юлия Леонтюк?; 31 gennaio 1984), è una pesista bielorussa.
Trovata positiva al testosterone ad un controllo antidoping effettuato il 22 giugno 2008, in Coppa Europa ad Annecy, ha subito una squalifica di due anni: dal 22 luglio 2008 al 21 luglio 2010.

## Palmarès
| Anno | Manifestazione           | Sede           | Evento         | Risultato | Misura  | Note |
| ---- | ------------------------ | -------------- | -------------- | --------- | ------- | ---- |
| 2001 | Mondiali allievi         | Debrecen       | Getto del peso | Bronzo    | 15,08 m |      |
| 2002 | Mondiali juniores        | Kingston       | Getto del peso | 7ª        | 16,03 m |      |
| 2003 | Europei juniores         | Tampere        | Getto del peso | Argento   | 16,29 m |      |
| 2005 | Europei under 23         | Erfurt         | Getto del peso | 4ª        | 17,91 m |      |
| 2007 | Europei indoor           | Birmingham     | Getto del peso | 4ª        | 18,10 m |      |
| 2007 | Universiadi              | Bangkok        | Getto del peso | Argento   | 17,20 m |      |
| 2007 | Giochi mondiali militari | Hyderabad      | Getto del peso | Argento   | 16,32 m |      |
| 2013 | Mondiali                 | Mosca          | Getto del peso | 16ª (q)   | 17,73 m |      |
| 2014 | Mondiali indoor          | Sopot          | Getto del peso | 7ª        | 18,16 m |      |
| 2014 | Europei                  | Zurigo         | Getto del peso | 4ª        | 18,68 m |      |
| 2015 | Europei indoor           | Praga          | Getto del peso | Argento   | 18,60 m |      |
| 2015 | Mondiali                 | Pechino        | Getto del peso | 7ª        | 18,25 m |      |
| 2016 | Europei                  | Amsterdam      | Getto del peso | 4ª        | 18,20 m |      |
| 2016 | Olimpiadi                | Rio de Janeiro | Getto del peso | 17ª (q)   | 17,66 m |      |
| 2017 | Europei indoor           | Belgrado       | Getto del peso | Bronzo    | 18,32 m |      |
| 2017 | Mondiali                 | Londra         | Getto del peso | 7ª        | 18,12 m |      |
| 2018 | Mondiali indoor          | Birmingham     | Getto del peso | 11ª       | 17,44 m |      |

## Campionati nazionali
- 2 titoli nazionali indoor nel getto del peso (2007, 2015)

## Altre competizioni internazionali
2014
- Bronzo in Coppa Europa invernale di lanci ( Leiria), getto del peso - 18,55 m
- Oro agli Europei a squadre  (First League) ( Tallinn), getto del peso - 18,48 m
- 5ª al Athletissima ( Losanna), getto del peso - 18,72 m

2015
- Oro in Coppa Europa invernale di lanci ( Leiria), getto del peso - 18,56 m